# Erol Nowak
Erol Nowak (* 1975 in Grieskirchen bei Wels) ist ein österreichischer Schauspieler.

## Leben
Erol Nowak besuchte ab 1997 die Athanor Akademie für Darstellende Kunst auf der Burg zu Burghausen, die er 2001 mit staatlicher Abschluss- und Bühnenreifeprüfung beendete. Parallel dazu besuchte er Meyerhold-Technik-Seminare mit Philip Breese, Bewegungstechnik- und Kampftechnikseminare bei Robert Mac Dougall, Shakespeare Workshops bei Eve Jameson an der Royal Scottish Academy of Drama an Art in Glasgow und Grotowski Workshops bei Zygmunt Molik. Während seiner Ausbildung war er bei den Salzburger Festspielen als Schauspieler in der Jedermann-Produktion engagiert. 2017 wurde ihm der akademische Grad Bachelor of Arts (B.A.) an der Anton Bruckner Privatuniversität Linz verliehen.
2005 gründete er gemeinsam mit dem Schauspieler und Regisseur Steffen Nowak die Nowak & Nowak Kunst & Kultur Produktion Wien, mit der er unter anderem 2008 das Stück Theatre of the Film Noir von George F. Walker produzierte, in dem er in Österreich am 3raum-Anatomietheater, in Polen und in Kanada auf der Bühne stand. Mit weiteren Produktionen war er unter anderem 2010 am Schauspielhaus Wien und 2012/13 in der Anker Brotfabrik Expedithalle Wien zu sehen.
In der Fernsehserie Braunschlag verkörperte er 2012 die Rolle des nach dem Szenenbildner Hannes Salat benannten Polizisten. Hauptrollen hatte er unter anderem in Herzerlfresser (2009) von Regisseurin Anna Schwingenschuh und in Interferenz (2012) von Regisseur Lukas Feigelfeld.

## Filmografie (Auswahl)
- 2002: Kommissar Rex – Wenn Kinder sterben wollen
- 2003: Die Verbrechen des Professor Capellari – Stachel im Fleisch
- 2003: Sommer mit den Burggespenstern
- 2003: Wolfzeit
- 2003: Männer Häppchenweise
- 2004: Princesse Marie (Marie und Freud)
- 2004: Mein Vater, meine Frau und meine Geliebte
- 2005: In einem anderen Leben
- 2005: Faustrecht
- 2006: Kameraden
- 2008: Mikado
- 2008: SOKO Donau – Mörderisches Geheimnis
- 2008: Schwarznull
- 2009: Die Rosenheim-Cops – Schachmatt und tot
- 2009: Herzerlfresser
- 2010: SOKO Donau – Gegen den Strom
- 2012: Braunschlag
- 2012: Novemberlichter
- 2014: Interferenz
- 2014: Bróðir
- 2015: Planet Ottakring
- 2015: Tatort: Gier
- 2015: Blockbuster – Das Leben ist ein Film
- 2015: Landkrimi – Der Tote am Teich
- 2016: Eisenherz
- 2017: Ugly
- 2018: SOKO Donau – Schlaflos
- 2018: Landkrimi – Der Tote im See
- 2018: CopStories – Ewig her, Schatzilein
- 2018: Der Trafikant
- 2018: Schnell ermittelt – Sissi König
- 2019: Wiener Blut
- 2020: SOKO Kitzbühel – Verlassen
- 2020: SOKO Donau – Die Ballade von Franz und Franzi
- 2021: Tatort: Verschwörung (Fernsehreihe)
- 2022: Der Pass (Fernsehserie)
- 2022: Die Kaiserin (Fernsehserie)
- 2023: SOKO Linz – Tödliche Ernte (Fernsehserie)
- 2024: Crooks (Fernsehserie)
- 2024: Zwei gegen die Bank (Fernsehfilm)
- 2025: Die Toten vom Bodensee – Die Medusa (Fernsehreihe)
- 2025: Die Toten von Salzburg – Mord in bester Lage (Fernsehreihe)